# Reggenza di Konawe Meridionale
La reggenza di Konawe Meridionale (in indonesiano: Kabupaten Konawe Selatan) è una reggenza dell'Indonesia, situata nella provincia di Sulawesi Sudorientale.